# Sisyrinchium wettsteinii
Sisyrinchium wettsteinii är en irisväxtart som beskrevs av Hand.-mazz. Sisyrinchium wettsteinii ingår i släktet gräsliljor, och familjen irisväxter. Inga underarter finns listade i Catalogue of Life.